# Winterlandschap met schaatsers
Winterlandschap met schaatsers is een schilderij van de Nederlandse kunstschilder Hendrick Avercamp uit 1608, olieverf op paneel, 77,3 × 131,9 centimeter groot. Het werk bevindt zich thans in het Rijksmuseum Amsterdam. Het schilderij werd in 1898 aangekocht met steun van de Vereniging Rembrandt.

## Context
Avercamp was een van de eerste Noord-Nederlandse kunstschilders die zich specialiseerde in een min of meer realistische weergave van het landschap. Vaak maakte hij eerst een aantal studies in de buitenlucht, om ze in zijn atelier verder uit te werken. Hij specialiseerde zich in wintertaferelen, die later in de volksmond "Wintertjes" zouden gaan heten. De populariteit ervan sloot aan bij de tijd, vallend in de zogenaamde Kleine IJstijd, waarin de winters vaak extreem koud waren. Als broodschilder maakte Avercamp in zijn leven meer dan honderd van dit soort werken, alsook talloze tekeningen, waarvan er diverse in het bezit zijn van het Rijksmuseum.

## Stijl
Winterlandschap met schaatsers is een van Avercamps vroege werken, die qua stijl nog sterk aansloten bij de Vlaamse schilderkunst uit die tijd, meer in het bijzonder bij de landschappen van Pieter Bruegel de Oude. Deze invloed komt met name tot uiting in de relatief hoge horizon en de veelheid aan figuren die ergens mee bezig zijn. Om diepte te suggereren maakte hij gebruik van het atmosferisch perspectief (kleurverandering in de verte) en het repoussoir (het bewust plaatsen van voorwerpen als bomen en boten op de voorgrond). Het tafereel wordt vanuit een opvallend hoog standpunt weergegeven, hetgeen merkwaardig mag heten voor een schilder uit de "lage landen". Het zorgde ervoor dat hij de horizon relatief hoog kon plaatsen, waardoor hij een grote hoeveelheid aan figuren en gebeurtenissen in het werk kwijt kon.

## Afbeelding
Zoals de meeste van Avercamps werken is ook Winterlandschap met schaatsers sterk vertellend geschilderd, met veel anekdotes. Het wemelt van gedetailleerde, evenwichtig gespreide tafereeltjes. De meeste figuren op het werk zijn druk met sleetje rijden en schaatsen. Met name het schaatsen komt in al zijn hoedanigheden aan de orde: het vastbinden van de ijzers, het glijden over het ijs, het vallen en het opstaan, enzovoort. Er wordt ijshockey gespeeld, waarbij een paar druk pratende hoogwaardigheidsbekleders toezien. Ondertussen echter gaat het leven van alledag gewoon verder: op de voorgrond sjouwt een man met een bundel vers gesneden riet. Links draagt iemand twee zware emmers. Een hond vreet met kraaien aan een karkas van een doodgevroren paard (helemaal linksonder heeft nog een hondje gestaan, uitgeveegd, met heel vaag nog een beetje van het kopje zichtbaar). Voor de herberg, die het wapen van Antwerpen draagt, zit een wak in het ijs waaruit met een hengsel water wordt geschept. Een hooiberg daarachter dient als liefdesnestje. Rechtsachter proberen een paar mannen een boot los te krijgen uit het ijs. En zo gaat het maar door. Typerend is dat in het schilderij ook diverse ondeugende details opgenomen. We zien een vrijend paartje, een plassend mannetje en in een gekantelde boot doet iemand een grote boodschap, de blote billen naar achteren stekend. Met name deze humoristische benadering maakte het werk van Avercamp in zijn tijd uitermate populair.
De signatuur van Avercamp staat rechts op een deur: "HAenricus Av".

## Details

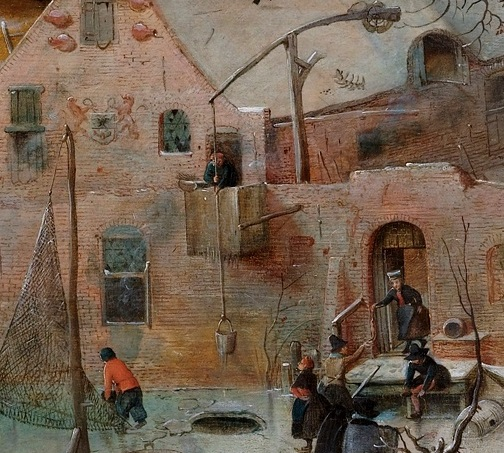
Water scheppen voor de herberg, waarop het wapen van Antwerpen
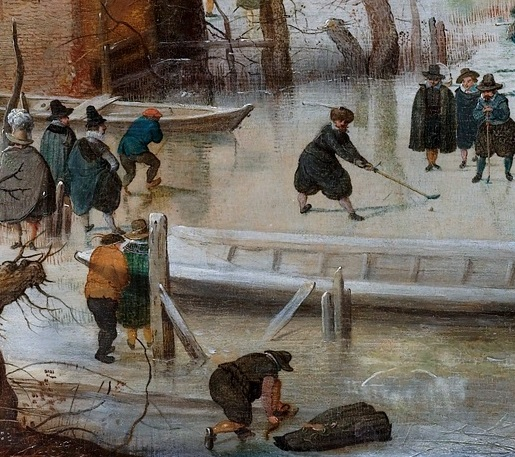
IJshockey, met toeschouwers. Vooraan man zijn schaatsen.
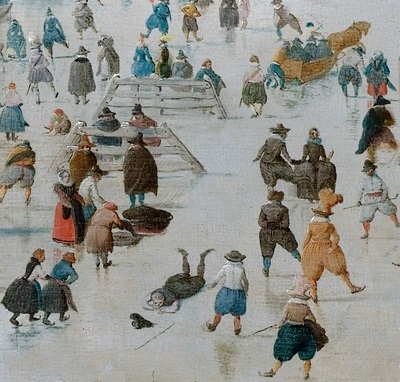
Schaatspret in al haar facetten, met vallen en opstaan
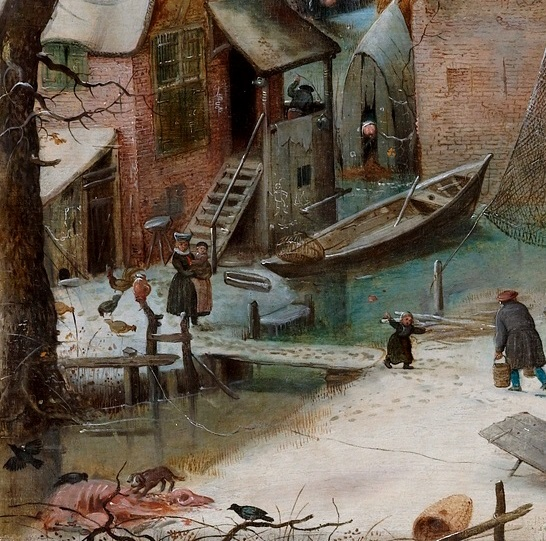
Leven van alledag. Een hond vreet aan een karkas, een man sjouwt met emmers, in een gekantelde boot doet iemand zijn behoefte
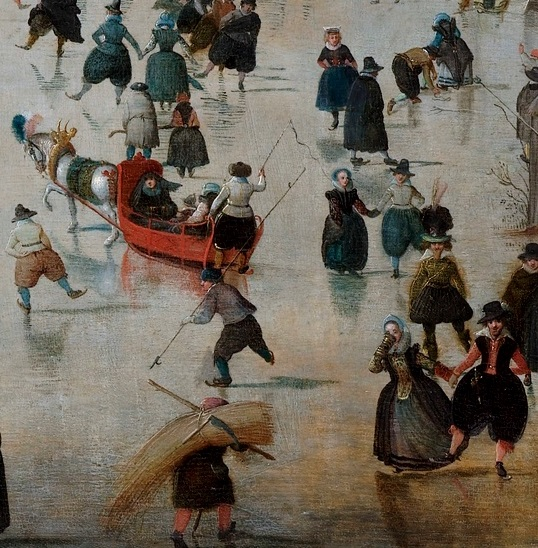
Schaatsen en sleetje rijden. Vooraan sjouwt een man met een bundel riet
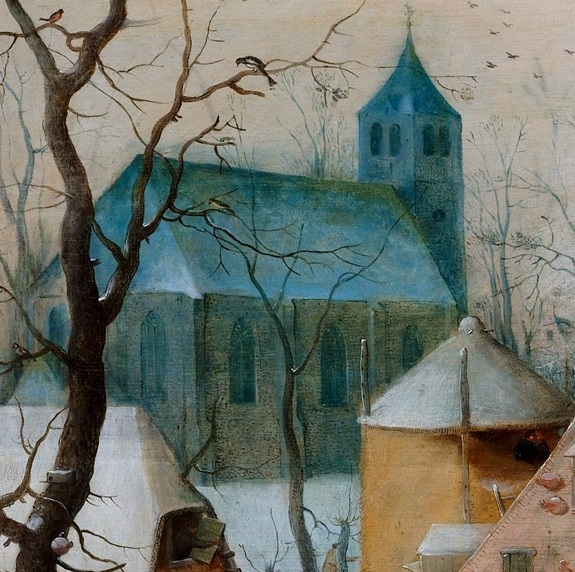
Kerk, met daarvoor een hooimijt, met daarin een liefkozend paartje